# Міхаель Матт
Міхаель Матт (нім. Michael Matt) — австрійський гірськолижник, що спеціалізується в технічних дисциплінах, олімпійський медаліст.
Срібну олімпійську медаль Матт виборов на Пхьончханській олімпіаді 2018 року в командних змаганнях з паралельного слалому, бронзову — в слаломі.
Брати Міхаеля, гірськолижник Маріо та сноубордист Андреас, теж олімпійські медалісти.

## Виступи на Олімпійських іграх
| Рік  | Місце проведення          | СЛ  | ГС | СГ | ШС | КМ | КЗ |
| ---- | ------------------------- | --- | -- | -- | -- | -- | -- |
| 2018 | Пхьончхан, Південна Корея | 3   | —  | —  | —  | —  | 2  |
| 2022 | Пекін, Китай              | DNF | —  | —  | —  | —  | 1  |

## Виноски
1. 1 2  Olympedia — 2006.
2. ↑  Mixed team results